# سد بندو
سد بندو از آثار باستانی ایران مربوط به دوره ساسانیان است که در بخش مرکزی شهرستان عسلویه، دهستان عسلویه، روستای بندو واقع شده است. این اثر در تاریخ ۲۸ اسفند ۱۳۸۵ با شمارهٔ ثبت ۱۸۶۵۶ به‌عنوان یکی از آثار ملی ایران به ثبت رسیده است.